# Rhizogenèse

Le réseau mycorhizien établit un système de « relation sociale » avec les racines et joue un rôle dans la rhizogenèse.

La rhizogenèse  ou rhizogénèse est un processus qui conditionne la formation et le développement de racines chez les végétaux.

## Description
La formation des racines, appelée rhizogenèse, est conditionnée par plusieurs facteur limitants : disponibilité en sels minéraux, en sucres, température, hormones (synergiques : auxines ; antagonistes : gibbérellines, cytokinines), lumière et développement foliaire (stimulation de la ramification racinaire par la croissance des feuilles et le développement de racines.
Les champignons mycorhizogènes jouent un rôle dans la rhizogénèse.

## Renouvellement des racines
« Similaire à la chute périodique des feuilles, la mortalité et le renouvellement cyclique des racines fines est un processus naturel qui intervient constamment au cours du développement de l'arbre. Les racines fines ont une longévité le plus souvent inférieure à un an. Elles se renouvellent une ou plusieurs fois pendant plusieurs années à peu près aux mêmes points sur les racines ligneuses. Ce renouvellement est particulièrement coûteux en énergie : plus de 50 % du carbone assimilé par photosynthèse est alloué à la production des racines fines (cas de Picea abies, Lebègue et al, 2004) ».